# 161
Évszázadok: 1. század – 2. század – 3. század
Évtizedek: 110-es évek – 120-as évek – 130-as évek – 140-es évek – 150-es évek – 160-as évek – 170-es évek – 180-as évek – 190-es évek – 200-as évek – 210-es évek
Évek: 156 – 157 – 158 – 159 –  160 – 161 – 162 – 163 – 164 – 165 – 166

## Események

### Római Birodalom
- Marcus Aureliust (helyettese februártól M. Annius Libo októbertől Geminus Capellianus) és Lucius Aelius Aurelius Commodust (helyettese Q. Camurius Numisius Junior és T. Flavius Boethus) választják consulnak.
- Március 7.: Hosszú betegeskedés után meghal Antoninus Pius császár. Utódja fogadott fia, Marcus Aurelius, aki fogadott fivérét, Lucius Verust társuralkodóként maga mellé veszi. Marcus Aurelius, a "filozófus császár" Epiktétosz sztoikus filozófiájának híve, aki elődje politikáját folytatva jó kapcsolatokat ápol a szenátussal.
- Tavasszal kiárad a Tiberis és jelentős károkat okoz Rómában.
- Marcus Statius Priscust nevezik ki Britannia élére.
- IV. Vologaészész pártus király a császárváltás zűrzavarát kihasználva megtámadja a Római Birodalmat. Elűzi az örmény klienskirályság éléről Sohaemust és saját fiát, Pakóroszt ülteti a trónra.
- Az év végén vagy a következő év elején a pártusok Elegeiánál megsemmisítenek egy római légiót (talán a Legio IX Hispanát), amelyet Marcus Sedatius Severianus kappadókiai helytartó vezet.
- A pártus háború vezetését Lucius Verus veszi át.
- Gaius befejezi monumentális összefoglalóját a római jogról.

## Születések
- augusztus 31. – Commodus, Marcus Aurelius fia
- Liu Pej, kínai hadúr

## Halálozások
- március 7. – Antoninus Pius római császár (* 86)

## Fordítás
- Ez a szócikk részben vagy egészben  a(z)   161 című francia Wikipédia-szócikk ezen változatának fordításán alapul.  Az eredeti cikk szerkesztőit annak laptörténete sorolja fel. Ez a jelzés csupán a megfogalmazás eredetét és a szerzői jogokat jelzi, nem szolgál a cikkben szereplő információk forrásmegjelöléseként.